# 교수 설계
교수 설계(敎授 設計, 영어: instructional design, ID, instructional systems design, ISD)는 교육 장소 등에서 학습자의 유연성을 유지하면서 높은 학습 효과를 내는 것을 목적으로 계획을 세우는 것이다.

## 개요
교수 설계의 의미는 작게 나뉜 학습 교육 단위로 "지침"을 만드는 일(디자인)이다. 전자학습 교재의 제작에 사용되기도 하는 개념이다. 학습 요구 분석 및 체제적 수업 설계를 한다. 종종 수업 설계 방법을 교수 공학이라 한다. 교수 설계 모형은 일반적으로 측정을 확인한다. 교수 설계의 기초는 학습 이론, 커뮤니케이션 이론, 정보학, 미디어 기술과, 그들을 통합한 교수 설계 이론 모형이다. ADDIE(분석 → 설계 → 개발 → 실행 → 평가)로 대표되는 교수 설계 과정은 이러한 기초 위에서 성립하며 ADDIE만을 의식한 체제적 설계가 매력적이고 효과적인 학습 환경을 구축하는 것은 아니다. 교수 설계는 "사람을 어떻게 학습시킬 것인가?", "교육이란 무엇인가?"라는 질문에 대치하고 더 좋은 학습 환경을 종합적으로 설계하는 것을 목표로 하고 있다.

## 역사
교수 설계 분야의 기초의 대부분은 2차 세계 대전 때 만들어졌다. 당시 미군은 총 취급과 대양을 통과하기 배 조종, 폭탄 제조 등 복잡하고 전문적인 작업을 할 수 있도록 많은 사람들을 급하게 훈련할 필요가 있었다.
훈련은 벌루스 스키너에 의한 조작적 조건 형성 이론을 근거로 관찰 가능한 행동의 변화에 초점이 맞춰졌다. 문제는 작은 하위 과제로 분해되고, 각각의 하위 과제는 별도의 학습 목표로 취급되었다. 올바른 행위는 보상되고 잘못된 행위는 교정되었다.
전시 상황에서 훈련 모형의 성공으로 전후에는 기업과 공장에 도입되었고, 초중고 교육에도 도입되었다. 1955년 벤자민 블룸은 교육 목표 분류를 발표했다. 그는 3개의 학습 영역을 설정했다. 즉, 인지적 영역(지식과 생각), 정신운동적 영역(신체 동작), 정의적(情意的)인 영역 (감정과 태도)이다. 이 분류는 현재도 교수 디자인에 영향력을 가지고있다.
1960년대에는 심리학자 장 피아제의 인지 발달 연구가 영어권에 널리 알려지게 되었다. 피아제에 의하면, 아이의 생각이 발달하는 과정은 통과해야 하는 불연속적인 단계가 여러 개 있다고 한다. 어린 아이는 구체적인 작업이 가능한 정보를 처리하지 못하고 추상적 생각, 과거 회고, 미래 예측을 할 수 없는 것으로 나타났다. 연령이 높아지면 이러한 능력이 생겨나기 때문이다.
1970년대 시모어 페이퍼트는 피아제의 발상을 바탕으로 로고(Logo)를 개발했다. 로고는 "앞으로 10"또는 "오른쪽으로 90"과 같이 간단한 명령을 사용하여 화면의 거북이를 조종하는 간단한 프로그램 언어이다. 학습 이론은 1960년대, 1970년대 컴퓨터의 발전에 영향을 받았다. 많은 학습 모형, "정보" 접근을 채택했다. 1979년에 찰스 롸이겔루스(Charles M. Reigeluth)는 정교화 이론(Elaboration theory)이라는, 교수 내용을 선택하고 서열화하며 종합 또는 요약하기 위한 적절한 방법을 제공하는 이론을 제안하였다.
1980년대, 1990년대에는 구성주의 이론이 대두하며, 학문의 세계에도 포스트 모더니즘의 영향을 받게 되었다. 진보적인 이론가 중에는 지식에 대한 기존의 견해("지식은 개인의 경험과 연결되지 않은 형태로 존재하는 것이다."는 견해와, "지식은 교사가 학생에게 일방적으로 전달하는 것이다."라는 견해 등)를 부정하는 사람들도 나타났다. 또한, 모든 지식은 사회적으로 구성되어 있으며, 객관적인 진실이 없다고 생각하는 사람도 있다.
20세기 후반이 되면서 구성 원리에 맞는 인지주의 이론이 등장했다. 이것은 사람의 뇌가 어떻게 정보를 처리하고 저장하는 방법을 대표하는 모형을 제시하는 이론이다.

## 같이 보기
- ADDIE 모형
- Dick & Carey 모형